# Réserves de pétrole au Ghana
 (avril 2017).

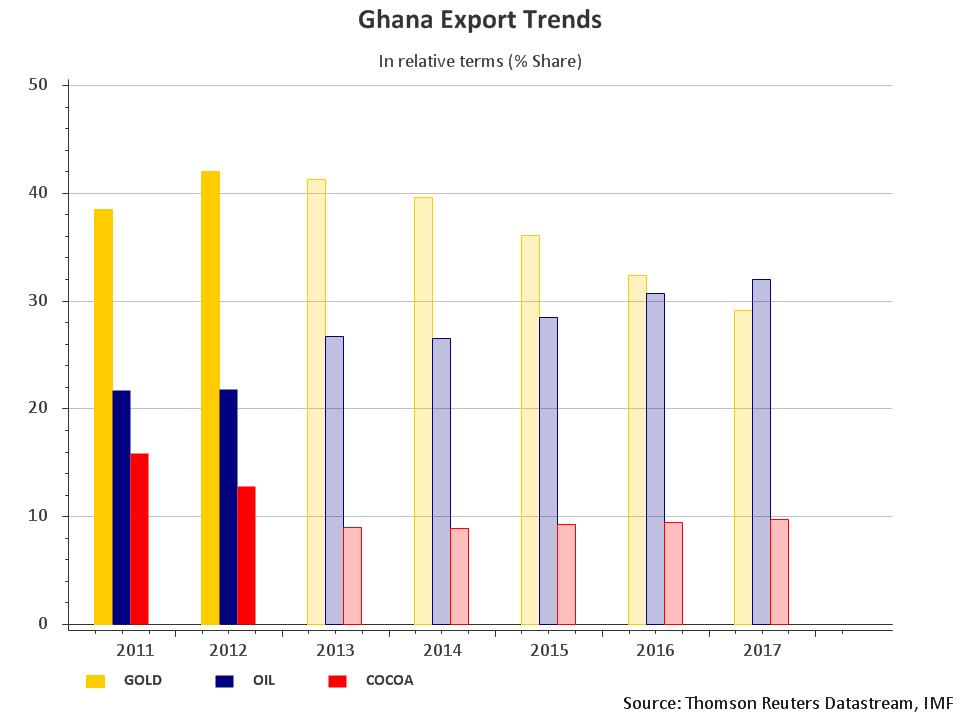
Tendances d'exportation du Ghana

Bien que des quantités commerciales de réserves de pétrole offshore au Ghana aient été découvertes dans les années 1970, la production, en 1990, était encore négligeable. En 1983, le gouvernement a créé la Ghana National Petroleum Corporation (GNPC) pour promouvoir l'exploration et la production, et la société a conclu des accords avec un certain nombre d'entreprises étrangères. Cela permit notamment à Amoco d'obtenir dix blocs offshore de prospection entre Ada et la frontière ouest avec le Togo. Petro Canada International a prospecté dans le bassin de la rivière Tano, et Diamond Shamrock dans le bassin de Keta. En 1989, trois entreprises, deux Américaines et une néerlandaise, ont dépensé 30 millions de dollars pour forer des puits dans le bassin de Tano. Le 21 juin 1992, un bassin offshore de Tano produisait environ 6 900 barils (1 100 m3) de pétrole par jour. (voir la carte sur le site Web de Tullow Oil .)
Au début des années 1990, la GNPC a examiné l'ensemble des découvertes de pétrole et de gaz pour déterminer si une exploitation essentiellement locale pouvait être commercialement plus viable. La GNPC voulait mettre en place un système flottant de production, de stockage, de déchargement, de transformation et de production d'électricité via des turbines à gaz, dans l'espoir de produire 620 millions de mètres cubes par jour, desquels 135 mégawatts de puissance aurait pu être généré et injectée dans le réseau national et régional. La GNPC a également remporté un contrat en 1992 avec la compagnie pétrolière d'État angolaise, Sonangol, qui prévoit le forage et, à terme la production, à partir de deux gisements de pétrole offshore de Sonangol. La GNPC sera rétribuée avec une part du pétrole.
La raffinerie du pays située à Tema a subi la première phase d'une rénovation majeure en 1989. La deuxième phase a débuté en avril 1990 pour un coût estimé de 36 millions de dollars. Une fois la réhabilitation terminée, la distribution de gaz de pétrole liquéfié a été améliorée, et la quantité produite a augmenté de 28 000 à 34 000 barils par jour. La construction du nouveau oléoduc Tema-Akosombo, qui vise à améliorer le système de distribution, a commencé en janvier 1992. Le pipeline transportera le pétrole de Tema au port de Akosombo, où ils seront transportés à travers le lac Volta aux régions du nord. La distribution continue cependant d'être inégale. D'autres mesures ont été prises pour améliorer la situation, notamment un investissement de 28 millions de dollars pour mettre en place un réseau national de dépôts de stockage dans toutes les régions.
En 1992, La Tema Lube Oil Company a commandé sa nouvelle raffinerie, conçue pour produire 25 000 tonnes de pétrole par an. L'usine satisfaira à toutes les exigences du Ghana pour les lubrifiants moteur et boites de vitesses et 60 % des besoins du pays pour les lubrifiants industriels, soit, globalement, 90 % de la demande du Ghana pour les produits lubrifiants. Les actionnaires sont Mobil, Shell et British Petroleum (qui représentent ensemble 48 % des capitaux propres), Ghana National Petroleum Corporation, et la Social Security and National Insurance Trust.